# Bryolymnia forreri
Bryolymnia forreri là một loài bướm đêm trong họ Noctuidae.